# Museo Arqueológico do Carmo

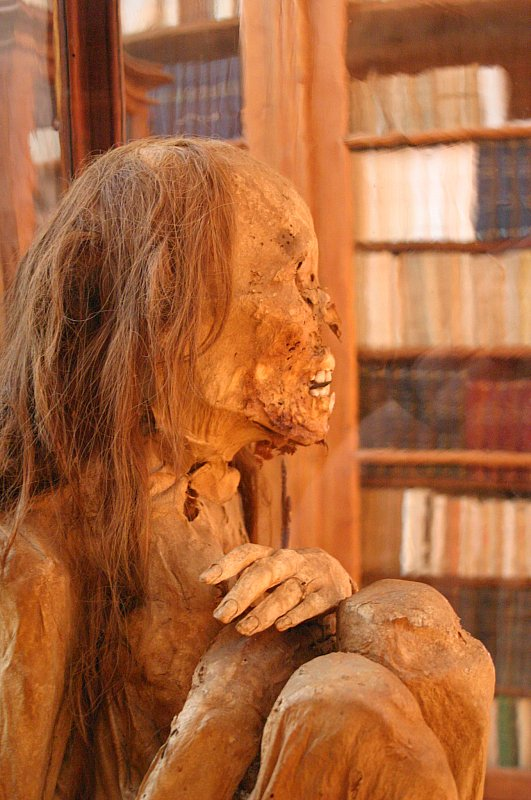
Momia precolombina.

El Museo Arqueológico do Carmo es un centro cultural que está ubicado en las ruinas del Convento do Carmo en la ciudad y distrito de Lisboa, en Portugal.

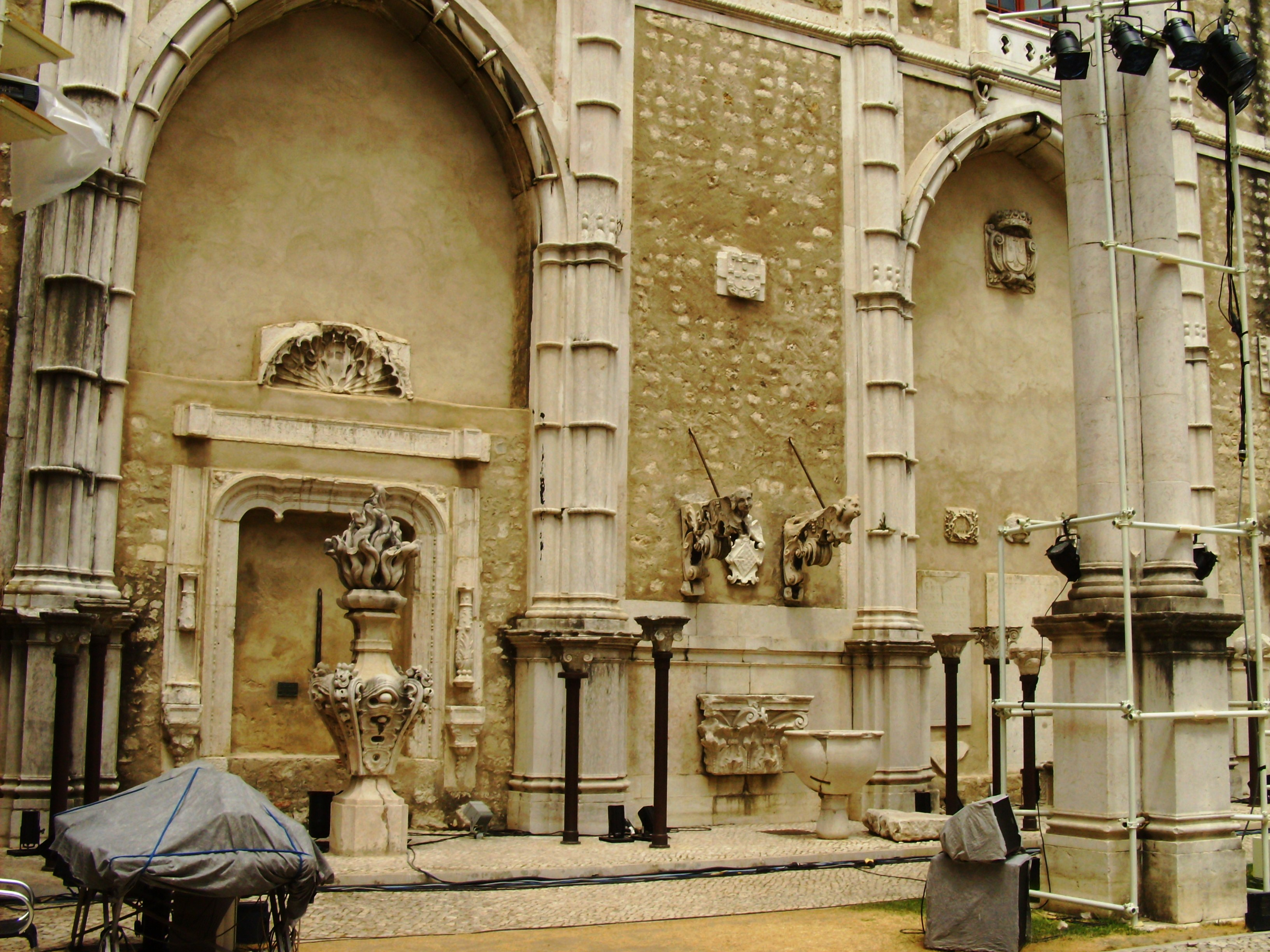
Piezas escultóricas en exposición.

## Historia
El museo fue fundado en 1864 por el primer presidente de la Asociación de Arqueólogos Portugueses, Joaquim Possidónio Narciso da Silva (1806-1896). Su principal objetivo era salvaguardar el patrimonio nacional que se iba deteriorando y deteriorando a consecuencia de la extinción de las órdenes religiosas y los innumerables daños sufridos durante las invasiones francesas y las guerras liberales.
Possidónio da Silva reunió innumerables vestigios de arquitectura y escultura, así como monumentos funerarios de gran importancia artística, paneles de azulejos, piedras de armas y otros elementos de diferentes características.
Destinado a ser un "museo viviente", donde los visitantes pudieran aprender sobre técnicas arquitectónicas y artísticas, el museo pronto podría contar con una biblioteca que aún hoy se conserva, parcialmente expuesta, en una de las salas del museo.
A finales del siglo XIX, el conde de São Januário, también presidente de la asociación, ofreció al museo parte de su colección privada de cerámica precolombina, y dos momias de la misma época. Esta colección "exótica" constituye hoy uno de los principales atractivos del museo, ya que es el único museo portugués, y uno de los pocos en Europa, que tiene dos momias en exposición permanente.
Entre el último cuarto del siglo XIX y el tercer cuarto del siglo XX se ingresaron al museo importantes colecciones de arqueología prehistórica y protohistórica, procedentes de diferentes excavaciones arqueológicas, entre las que destaca la colección procedente de Vila Nova de São Pedro (Azambuja-período Calcolítico - 3500-2500 a. C.), contando actualmente con alrededor de mil artefactos en la exposición permanente.
También se destacan en la colección del Museo:
- el "Sarcófago de las Musas" (romano, siglos III-IV d. C.);
- tres fragmentos escultóricos de origen mozárabe (siglo X), testimonio del culto y el arte cristiano en Lisboa durante la dominación musulmana;
- la tumba del rey Fernando I de Portugal, obra maestra de la escultura gótica del país, recientemente restaurada;
- cuatro placas de alabastro con escenas de la Pasión de Cristo talladas en bajorrelieve, procedentes de los talleres de Nottingham (mediados del siglo XV);
- la tumba de la reina María Ana de Austria, de estilo barroco;
- conjunto de 14 paneles de azulejos que representan la Pasión de Cristo en estilo barroco (c. 1780, taller de Francisco Jorge da Costa;
- Colección de 101 blasones, con énfasis en la lápida con el escudo de Fernão Álvares de Andrade (siglo XVI), realizada a partir de un dibujo de Francisco de Holanda.

Entre 1995 y 1996, cuando el Metropolitano de Lisboa amplió sus líneas hasta Chiado, las obras de apertura de los dos túneles subterráneos en la colina del Carmo provocaron graves daños al edificio, siendo necesaria la consolidación de las estructuras. Así, el museo permaneció cerrado durante siete años, durante los cuales se remodeló completamente la exposición permanente, dotándola de nuevas vitrinas y displays, ordenando las obras en grupos cronológicos o temáticos, instalando nueva y moderna iluminación y llevando a cabo la restauración de muchas de las piezas más importantes.
El museo reabrió sus puertas al público en julio de 2001, recibiendo actualmente alrededor de 60.000 visitantes al año.

En 2002 se creó el servicio educativo del museo, para realizar visitas guiadas y talleres para niños y jóvenes, y se estableció el espacio librería/tienda, donde el público puede adquirir diversas piezas del merchandising, itinerarios, folletos promocionales y publicaciones del museo de la Asociación de Arqueólogos Portugueses.

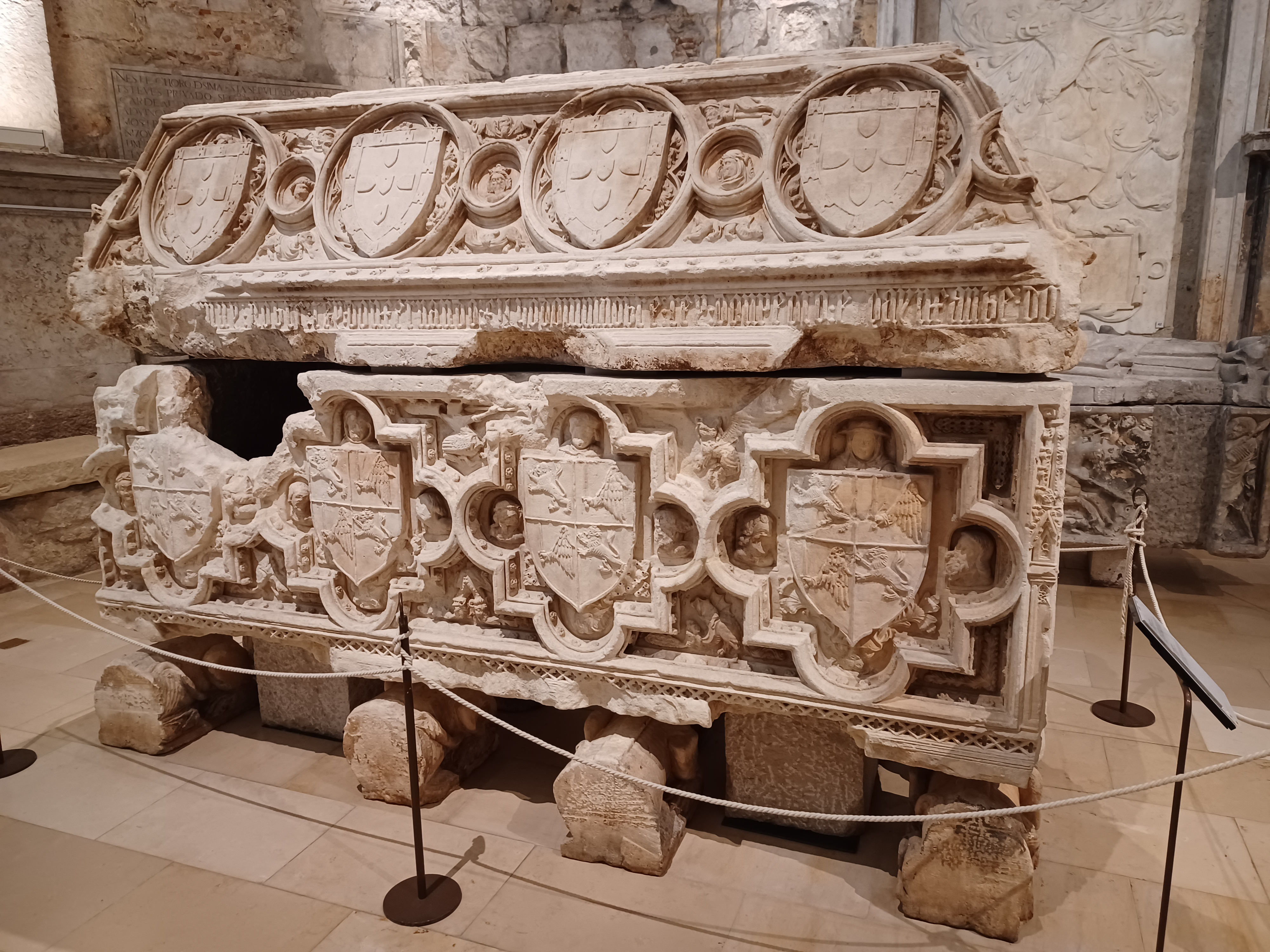
Arc tumular de Dionisio de Portugal.
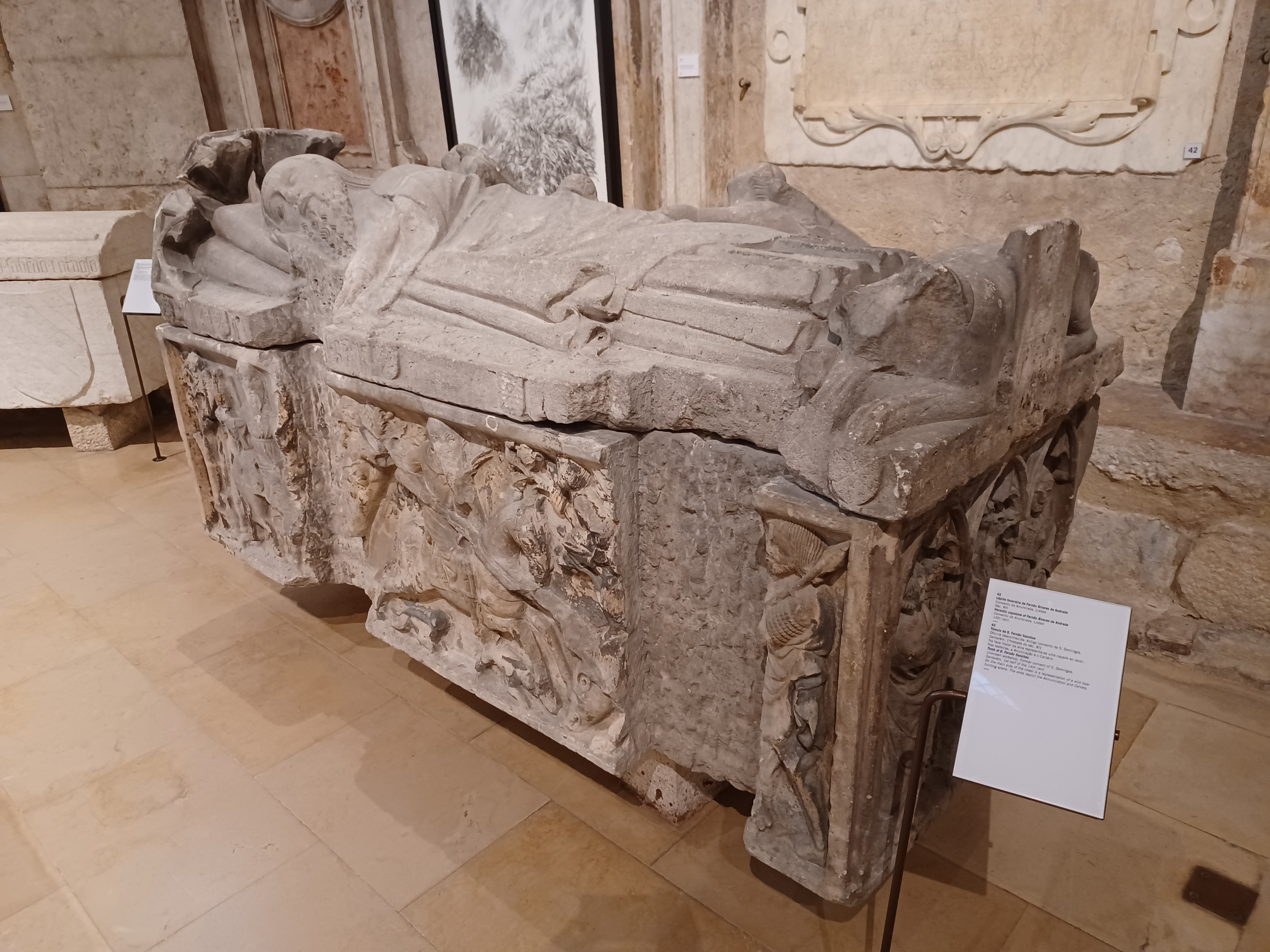
Arca tumular de Fernão Sanches.
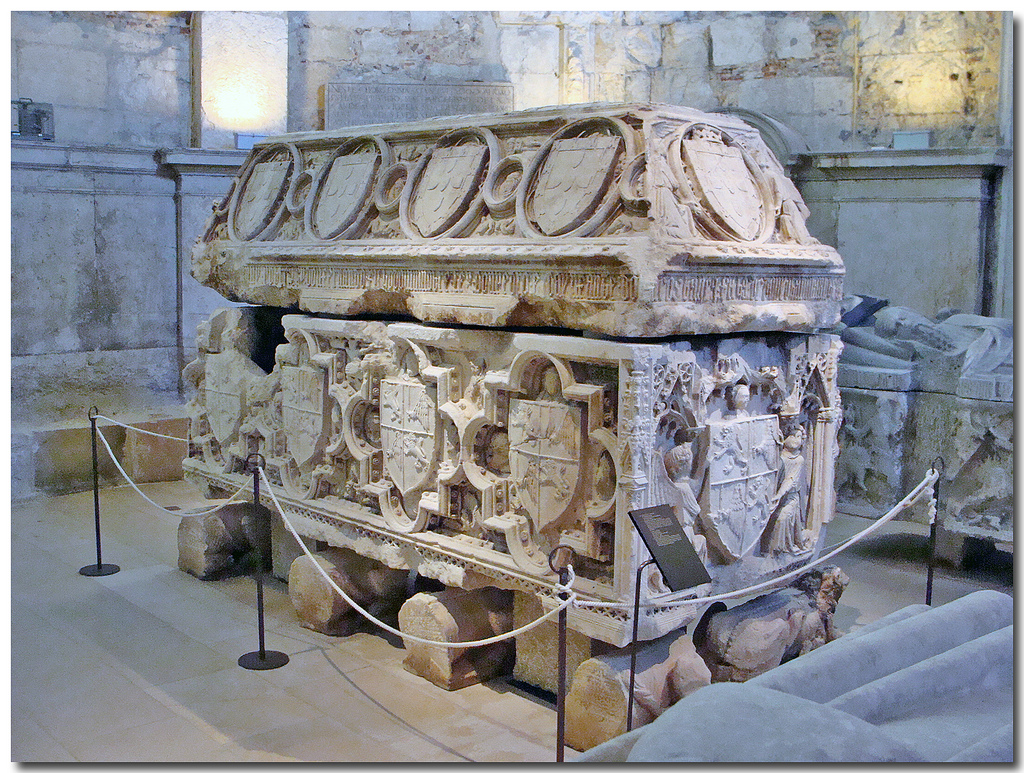
Tumba de D. Fernando I de Portugal.